# Blândești (gmina)
Blândești – gmina w Rumunii, w okręgu Botoszany. Obejmuje miejscowości Blândești, Cerchejeni i Șoldănești. W 2011 roku liczyła 2000 mieszkańców.